# Монталдо Торинезе
Монта̀лдо Торинѐзе (на италиански: Montaldo Torinese; на пиемонтски: Montaud, Монтауд) е село и община в Метрополен град Торино, регион Пиемонт, Северна Италия. Разположено е на 375 m надморска височина. Към 1 януари 2020 г. населението на общината е 714 души, от които 17 са чужди граждани.